# Mirko Jurkić
Mirko Jurkić (Livno, 24. ožujka 1886. – Zagreb, 27. prosinca 1965.), hrvatski pripovjedač, pjesnik i prevoditelj.
Brat blizanac slikara Gabrijela Jurkića. Pisao je pjesme, drame i članke, ali svoje mjesto u književnoj povijesti zauzima ponajprije novelama. Zbirka Iz Završja (1917.) govori o životu u njegovom rodnom Livnu i u široj livanjskoj okolici. Bio je tajnik Matice hrvatske od 1940. do 1945. 

## Djela
- Katalog kolektivne izložbe slika Gabrijela Jurkića: Sarajevo, Zagreb, Beč: 1911-1912 Sarajevo-Zagreb-Beč, 1912.
- Iz Završja, Zagreb: Matica hrvatska, 1917.
- Dubrovačka legenda, Zagreb, 1928.